# Giuseppe Bertoleoni
Giuseppe Celestino Bertoleoni, né le 20 décembre 1778 à La Maddalena en Sardaigne et décédé en 1849 à Tavolara, est un berger et  d'origine corse qui fut le premier habitant de l'île de Tavolara, située au nord-est de la Sardaigne, avant d'en devenir le premier roi et cryptarque sous le nom de Giuseppe Ier en 1836, avec l'accord du roi Charles-Albert de Sardaigne. 

## Biographie
Né le 20 décembre 1778, sur l'île voisine de La Maddalena, Giuseppe Bertoleoni est un berger qui est le premier à venir s'installer sur l'île de Tavolara, alors en territoire sarde.
En 1836, l'île fut visitée par le roi Charles-Albert de Sardaigne qui fut immédiatement frappé par l'éducation et la vivacité d'esprit de Giuseppe Bertoleoni. Le souverain sarde offrit alors Tovalara au berger et le fit roi. Ce dernier installa alors ses deux familles (il était bigame) sur l'île.
Par la suite, le gouvernement italien tente de le poursuivre pour bigamie, mais échoue à cause du titre de ce dernier. En 1845, Giuseppe cède le trône à son fils aîné, Paolo. Il meurt quatre ans plus-tard en 1849. 
Les origines exactes de Giuseppe Bertoleoni sont un mystère. Parce qu'il prétendait être plus instruit que le berger sarde moyen, certains ont supposé sans aucune raison qu'il était un membre fugitif des Carbonari, ou un aristocrate français exilé voire le dauphin Louis XVII évadé de la prison du Temple.